# Trioracodon
Trioracodon é um gênero extinto de mamífero eutriconodonte do Jurássico Superior ao Cretáceo Inferior, encontrado na América do Norte e nas Ilhas Britânicas. Foi nomeado em 1928.
Trioracodon bisulcus é conhecido da formação Morrison, onde está presente na zona estratigráfica 5, e outras três espécies do grupo Purbeck [en], em Dorset.